# Птолемаида Киренская
Птолемаи́да Кире́нская, Птолемаида из Кирены (др.-греч. Πτολεμαῒς ἡ Κυρηναία) — древнегреческий теоретик музыки, жила ориентировочно в III веке до н. э. Первая известная женщина-музыковед.
Единственное упоминание — с цитатами её работы «Пифагорейские основы музыки» — находится у Порфирия в комментарии к «Гармонике» Птолемея. Из фрагментов, опубликованных Порфирием (комментарии к I,2 Птолемея), очевидно, что работа написана в жанре катехизиса, упрощённого изложения основных понятий пифагорейской теории музыки.
Рассматривая традиции античной гармоники, Птолемаида объясняет различие между гармониками аристоксеновской и пифагорейской школ. Суть этого различия в подходе каждой из школ к дилемме чувства и разума. Для гармоника-аристоксеника первично чувство:

Чувство они рассматривали как главное, разум же — как сопутствующее, коль скоро от него есть польза. Естественно, что логические принципы канона у них не всегда согласуются с чувством.— Перевод В.Г.Цыпина
Для гармоника-пифагорейца, наоборот, первичен разум, только он один рассматривается как критерий истинного знания:

Пифагор и его преемники предпочитают видеть в чувстве что-то вроде проводника на первых порах для разума. Чувство передаёт ему как бы искорки, а он, разожжённый от них, ведёт уже исследование сам, отдельно от чувства. Даже если результат, полученный разумом, более не согласуется с чувством, пифагорейцы не отступаются, а заявляют, что чувство заблуждается, разум же сам нашёл правильное и опровергает чувство.— Перевод В.Г.Цыпина